# Station Mińsk Mazowiecki Anielina
Station Mińsk Mazowiecki Anielina is een spoorwegstation in de Poolse plaats Mińsk Mazowiecki.